# Hemerodromia rogatoris
Hemerodromia rogatoris är en tvåvingeart som beskrevs av Daniel William Coquillett 1895. Hemerodromia rogatoris ingår i släktet Hemerodromia och familjen dansflugor. Inga underarter finns listade i Catalogue of Life.